# Светска трговинска организација
Светска трговинска организација (СТО; енгл. World Trade Organization, WTO), међународна је мултилатерална организација која је смишљена с циљем да надгледа и либерализује међународну трговину. Организација је настала 1. јануара 1995. под Маракешким уговором, који су потписале 123 нације 15. априла 1994, и наследник је Општег споразума о тарифама и трговини (енгл. General Agreement on Tariffs and Trade, GATT), који се потписан 1947. и који је остао на снази скоро пет деценија као де факто међународна организација. Она је највећа међународна економска организација на свету. СТО се бави регулацијом трговинских односа између земаља учесница тако што пружа оквир за преговарање трговинских споразума и процес решавања спорова с циљем појачаног учесничког придржавања СТО споразума, које су потписали представници влада земаља чланица‍:fol.9–10 и ратификовали њихови парламенти. Већина питања на које се СТО усредсређује проистичу из претходних трговинских преговора, посебно из Уругвајског круга (1986-1994).
СТО покушава да заврши преговоре о Доханске развојне рунде, која је покренута 2001. године са експлицитним фокусом на земљама у развоју. Према стању из јуна 2012, будућност Доханске рунде је остала неизвесна: програм рада наводи 21 субјекат чији је оригинални завршни рок (1. јануар 2005) прекорачен, и круг је и даље непотпун. Конфликт између слободне трговине индустријским производима и услугама, али уз задржавање протекционизма над пољопривредним субвенцијама на домаћем пољопривредном сектору (који су тражиле развијене земље) и остваривање поштене трговине пољопривредним производима (коју захтевају земље у развоју) остају главне препреке. Овај застој је онемогућио покретање нових СТО преговора изван оквира за развој у Дохи. Као резултат, дошло је до успостављања све већег броја билатералних споразума о слободној трговини између влада. Јула 2012. су постојале разне преговарачке групе у СТО систему за тренутне пољопривредне трговинске преговоре који је у стању застоја.
Седиште организације је у Женеви (Швајцарска), а укупно броји 159 држава чланица. Генерални директор организације је Роберто Азеведо (од 2013. године), који руководи особљем од преко 600 људи. Споразум о олакшавању трговине, део Балског пакета одлука, прихватиле су све земље чланице 7. децембра 2013. године, што је први свеобухватни споразум у историји организације.

## Развој
Једна од идеја Конференције у Бретон Вудсу био је покушај стварања Међународне трговачке организације (енгл. International Trade Organization, ITO) као специјализиране агенције УН, путем које би створила правила и начела међународне трговине. Представници држава на УН-овој Конференцији у Хавани о трговини и запошљавању 1948. године сложили су се око Повеље ИТО, али њезину ратификацију зауставио је Конгрес САД, што је довело до пропасти ИТО као институције. Иницијални нацрт повеље ИТО био је амбициозан, надилазио је правила светске трговачке дисциплине будући је предвиђао правила у подручјима запошљавања, међународних инвестиција, услуга, рестриктивне пословне праксе.
Неуспех ИТО-а резултирао је приступањем 23 (од иницијално 50 чија је намера била утемељење ИТО) државе Општем споразуму о царинама и трговини (ГАТТ) у Женеви. ГАТТ-ом је покренута поступна трговачка либерализација и уклањање протекционистичких мера у трговини робом које су представљале оставштину из 30-их година 20. века. Све до 1994. године, током 47 година и кроз четири рунде преговора (Дилонска рунда (1960—1961. године), Кенедијева рунда (1964—1967. године), Токијска рунда (1973—1979) и Уругвајска рунда (1986—1994. године)), ГАТТ-ом је стваран мултилатерални трговински систем, који је 1995. године прерастао у Светску трговинску организацију.
Формално утемељење СТО произлази из Уругвајске рунде која је успешно окончана Министарском конференцијом у Маракешу (Мароко) 1994. године. Декларацијом из Маракеша од 15. априла 1994. године утемељена је СТО као међународна организација која је у своју структуру уградила дотадашњи Општи споразум о царинама и трговини, али је своју надлежност проширила на два друга нова подручја – трговину услугама (ГАТС) и интелектуално власништво (ТРИПС).

## Хронологија
- 1986—1994. - Уругвајска рунда преговора о ГАТТ- у резултирала је Маракешким споразумом о оснивању Светске трговинске организације.
- 1. јануар 1995. - формално успостављена СТО
- 1. март 1995. - Ренато Руђеро постао је први генерални директор, те започео свој четверогодишњи мандат.
- 9. децембар — 13. децембар 1996. - прва министарска конференција у Сингапуру. Сингапурска министарска декларација потврђује опредељење чланица за даљњом либерализацијом трговине услугама, с посебним нагласком на потребе окончања преговора о трговини телекомуникацијским, финансијским и услугама у поморском транспорту. Декларацијом је изражена подршка за уграђивањем подручја инвестиција и конкуренције у оквире СТО.
- 18. мај — 20. мај 1998. - друга министарска конференција у Женеви.
- 1. септембар 1999. - Мајк Муре постао генерални директор.
- 30. новембар — 3. децембар 1999. - трећа министарска конференција у Сијетлу (САД). Конференцију је попратила атмосфера демонстрација разних интересних група, што је резултирало стварањем антиглобализацијског покрета на светском нивоу. Изостала је очекивана одлука о покретању нове рунде преговора и по први пут није донесена министарска декларација.
- 9. новембар — 13. новембар 2001. - Четврта конференција министара у Дохи у Катару.
- 11. децембар 2001. - Кина је постала чланицом СТО након петнаестогодишњег преговарања за чланство (најдуже у ГАТТ-овој историји).
- 1. јануар 2002. - Тајван се придружио организацији.
- 1. септембар 2002. - Супачај Панитчпакди постао главни директор.
- 10. септембар — 14. септембар 2003. - пета министарска конференција у Канкуну (Мексико)

Министарском конференцијом 2001. године у Дохи (Катар) покренута је нова рунда мултилатералних трговинских преговора (Доха рунда), чиме ће надлежност СТО бити додатно проширена подручјима улагања и заштите животне средине (тзв. Сингапурска подручја).

## Циљ и начела СТО
Темељни циљ СТО је постизање одрживог раста и развитка привреде, опште добробити, либералног трговачког окружења, те допринос постизању боље сарадње у вођењу светске економске политике. Стога, деловање СТО фокусирано је на стварање: отвореног и равноправног система трговинских правила, прогресивне либерализације и елиминације царинских и нецаринских препрека трговини робама и услугама, уклањање свих облика протекционистичких мера и дискриминаторних третмана у међународним трговачким односима, интеграцију неразвијених и земаља у развоју, те транзицијских земаља у мултилатерални систем и постизање максимално могућег степена транспарентности трговачког мултилатералног система. 
СТО споразуми садрже неколико основних начела којима је циљ стварање мултилатералног либералног трговинског система и обухватају: 
- начело недискриминације 
  - принцип Најповлашћеније-Нације - НПН и
  - принцип Националног Третмана - НТ (енгл. National Treatment / NT);
- начело либерализације трговине, подстицања конкуренције и додатне помоћи неразвијеним земљама.

## Организацијска структура
- Министарска конференција највише је тело које одлучује о питањима СТО
- Тело за решавање спорова (енгл. Dispute Settlement Body) заседа у облику, односно на нивоу Главног већа и садржи два помоћна тела: 
  - Група стручњака за решавање спорова и
  - Жалбено тело.
- Већа су тела трећег нивоа организацијске структуре СТО, одговорна су Главном већу, састоје се од представника свих чланица, надлежна су за питања из припадајућих им споразума, садрже помоћна тела, одборе и радне групе, која су тела четвртог нивоа, такође састављена од представника свих чланица. Постоје три већа: 
  - Веће за трговину робама (енгл. Goods Council),
  - Веће за трговину услугама,
  - Веће за трговинска питања везана уз интелектуално власништво.
- Одбори и радне групе унутар Већа тела су четвртог најнижег нивоа организацијске структуре СТО.
- Секретаријат СТО налази се у Женеви. Састоји се од уреда главног директора и четири уреда заменика главног директора.

## Одлучивање
СТО описује себе као „организацију засновану на правилима, којом руководе чланови - све одлуке доносе владе чланова, а правила су исход преговора међу члановима”. СТО споразум предвиђа гласачке исходе у којима се не може постићи консензус, али пракса консензуса доминира процесом доношења одлука.
Ричард Харолд Стејнберг (2002) тврди да, иако модел консензусног управљања организације омогућава почетно преговарање засновано на закону, трговинске рунде се затварају кроз преговоре базиране на моћи и стога фаворизују Европу и Сједињене Државе, и можда не доводе до Паретовог побољшања.

## Решавање спорова
Систем за решавање спорова Светске трговинске организације „је резултат еволуције правила, процедура и праксе развијених током скоро пола века под ГАТТ оквиром из 1947”. Године 1994, СТО земље чланице су се сложиле око разумевања правила и процедура које регулишу решавање спорова (ДСУ) приложених у „Завршном акту” потписаном у Маракешу 1994. године. Решавање спорова СТО сматра централним стубом мултилатералног трговинског система и „јединственим доприносом стабилности глобалне економије”. СТО чланови су се сложили да ће, ако сматрају да неки чланови крше трговинска правила, они користити мултилатерални систем решавања спорова уместо да предузимају унилатералне акције.
Рад у процесу решавања спорова СТО обухвата панеле специфичне за појединачне случајеве које именује тело за решавање спорова (енгл. Dispute Settlement Body - DSB), апелационо тијело, генерални директор и СТО секретаријат, арбитри, и саветодавни експерти.
Приоритет је решавање спорова, преферентно путем међусобно усаглашеног решења, и предвиђено је да се процес проведе на ефикасан и благовремен начин, тако да „Ако се предмет рјешава, обично не треба више од једне године за доношење одлуке панела и не прође више од 16 месеци уколико је поднета жалба на одлуку ... Ако подносилац жалбе сматра да је случај хитан, разматрање случаја би требало да траје још мање времена.” СTO земље чланице су дужне да прихвати процес као искључив и обавезан.

## Приступање и чланство
Процес постајања чланицом СТО је јединствен за сваку кандидатску земљу, а услови приступања зависе од фазе економског развоја земље и тренутног трговинског режима. Процес траје око пет година, у просеку, мода може да траје дуже ако је земља непотпуно посвећена процесу или ако политичка питања компликују процес. Најкраћи приступни преговори су били они за Киргистан, док су најдужи били они за Русију, која је, након што је први пут пријавила за придруживање ГАТТ-у 1993. године, одобрена за чланство у децембру 2011. и 22. августа 2012. године постала чланица СТО. Казахстан је исто тако имао дуг период приступа. Радна група за придруживање Казахстана основана је 1996. године, а чланство је одобрено 2015. године. Други по дужини приступни период је био онај за Вануату, чија је радна група за придруживање основана 11. јула 1995. Након завршног састанка радне групе у октобру 2001, Вануату је тражио више времена да размотри своје услове за приступање. Током 2008. године они су изразили интерес да наставак процеса и закључивање придруживање СТО. Радна група за придруживање Вануатуа је неформално одржана 4. априла 2011. године како би се размотрило њихово будуће чланство у СТО. Радна група која је поново сазвана је завршила свој мандат 2. маја 2011. Генерални савет је формално одобрио Пакет приступања Вануату 26. октобра 2011. Дана 24. августа 2012. године, СТО је поздравила Вануату као 157. члана. Понуда приступања се даје само када се постигне консензус између заинтересованих страна.
Једна студија из 2017. године тврди да „политичке везе пре него функционалне добити одређују ко се придружује” и показује „како геополитичко поравнање обликује потражњу и понуду страна чланства”. „Налази поништавају став да државе прво либерализују трговину како би се придружиле ГАТТ/СТО. Уместо тога, демократија и спољна политика сличности охрабрују државе да се придруже.”

### Процес приступања
Земља која жели да приступи СТО подноси захтев генералном савету, и мора да опише све аспекте своје трговинске и економске политика који имају утицаја на споразуме СТО. Захтев се подноси СТО у виду меморандума који разматра радна група отворена за све заинтересоване чланице СТО.
Након што су прибављене све потребне основне информације, радна група се фокусира на питања неслагања између правила СТО и међународних и домаћих трговинских политика и закона подносиоца захтева. Радна група одређује одредбе и услове уласка у СТО за државу подносиоца пријаве, и може да размотри прелазне периоде како би се земљама омогућило да разреше одступања од СТО правила СТО.
Финална фаза приступа обухвата билатералне преговоре између земље подносиоца захтева и других чланова радне групе у погледу концесија и обавеза о тарифним нивоима и приступу тржишту роба и услуга. Обавезе новог члана су подједнако примјењиве на све чланице СТО у складу с правилима о не-дискриминацији, иако су билатерално договорене.
По завршетку билатералних разговора, радна група шаље генералном савету или министарској конференцији пакет приступа, који садржи кратки преглед свих састанака радне групе, протокола о приступању (нацрт чланарине) и листе („распореди”) обавеза чланица. Када генерални савет или министарска конференција одобри услове приступања, парламент подносиоца захтева мора да ратификује протокол о приступању пре него што земља може да постане члан. Неке земље су се могле суочити са строжим и много дужим процесом придруживања због изазова током преговора са другим чланицама СТО-а, попут Вијетнама, чији су преговори трајали више од 11 година пре него што је постао званични члан у јануару 2007. године.